# Leidschendam-Voorburg (metro- en sneltramhalte)
Leidschendam-Voorburg is een op een viaduct gelegen halte van vier lijnen van RandstadRail, gelegen in de Nederlandse plaats Voorburg, op de grens met Leidschendam. De halte heeft twee sporen, elk met een eigen perron. Beide perrons hebben een laag en een hoog gedeelte. Tramlijnen 3, 4 en 34 halteren aan het lage gedeelte van het perron, metrolijn E aan het hoge gedeelte. Dit is nodig omdat de vloerhoogte van de voertuigen niet gestandaardiseerd is. Wie met 3, 4 of 34 reist, moet in het voertuig inchecken. Wie op het hoge gedeelte instapt, gebruikt de chippalen op het perron.

## Omgeving
Het station ligt ten noorden van de Spoorbrug over de Vliet (onderdeel van het Rijn-Schiekanaal). De brug heeft aan de westzijde ook een voetgangersgedeelte, alleen met een trap,  in het verlengde van het perron aan de westzijde. Daardoor is het alleen vanaf het perron richting Zoetermeer mogelijk te voet de Vliet over te steken. Vanaf het andere perron moet men eerst trap af, onder de brug door, trap op, en dan pas de brug over. 
Aan de overkant van het Rijn-Schiekanaal, aan de westzijde van het spoor, ligt de onderhoudswerkplaats Leidschendam van NedTrain. Deze werkplaats werd tegelijkertijd met de treindienst op de Hofpleinlijn (zie onder) geopend. Sinds 2005 is de werkplaats via de Nootdorpboog verbonden met het spoorwegnetwerk van de Nederlandse Spoorwegen.

## Geschiedenis
Station Leidschendam-Voorburg was oorspronkelijk een spoorwegstation van de ZHESM aan de Hofpleinlijn, en werd geopend op 1 oktober 1908. Tot 1 oktober 1918 heette het station Voorburg-Leidschendam, daarna Leidschendam-Voorburg. Vanaf 1977 stopten hier ook de treinen van de Zoetermeer Stadslijn.  Ten tijde van de aanleg reed de IJSM-stoomtram Den Haag - Leiden daar al, en die bleef onderdoor rijden tot die werd vervangen door de Blauwe tram in 1924. Er was geen ruimte voor dubbelspoor. Na de opheffing in 1961 kwam er een fietspad. Eén straat verderop aan de Voorburgse kant was de keer-driehoek van de lokaaldienst van de Blauwe tram (NZH)naar Den Haag.
Op 3 juni 2006 werd het station tijdelijk gesloten, tegelijk met de beëindiging van de exploitatie van de Hofpleinlijn en de Zoetermeer Stadslijn door de Nederlandse Spoorwegen. Het station werd verbouwd tot sneltramstation in het kader van het lightrail-project RandstadRail. De perrons werden ingekort en deels verlaagd/verhoogd en het station kreeg hellingbanen en liften.
Het station werd op 29 oktober 2006 in gebruik genomen voor RandstadRail 4, op 11 november 2006 voor de RandstadRail Erasmuslijn (vanaf december 2009 RandstadRail Metrolijn E geheten) en op 20 oktober 2007 voor RandstadRail 3. 
Alleen in de HTM-voertuigen wordt omgeroepen dat deze halte niet toegankelijk is voor rolstoelen en scootmobielen. Eigenlijk is dat niet zo, want met behulp van de liften of hellingbanen zijn de perrons goed toegankelijk. Alleen is er een grotere spleet tussen perron en tram, vanwege de bocht in het perron, en daarmee groter risico dat je daar in valt. Om dat te voorkomen wordt het "ontoegankelijk" genoemd, wat ook met grote borden aangegeven staat. Vanwege die bocht waren er voor de trein ook televisie-schermen, zodat de conducteur de trein goed kon overzien. Om diezelfde reden zijn er nu op andere plaatsen beeldschermen.

## Buslijnen
De volgende buslijnen stoppen op halte Leidschendam-Voorburg:
| Lijn | Route                                                   | Via                                                                           | Vervoerder | Opmerkingen              |
| ---- | ------------------------------------------------------- | ----------------------------------------------------------------------------- | ---------- | ------------------------ |
| 45   | Den Haag, Centraal Station - Leiden, Centraal Station   | Voorburg, Station Leidschendam-Voorburg, Leidschendam, Voorschoten            | EBS        |                          |
| 46   | Den Haag, Centraal Station - Wassenaar, Duinrell        | Voorburg, Station Leidschendam-Voorburg, Leidschendam, Voorschoten            | EBS        | Rijdt niet na 19:30 uur. |
| N2   | Den Haag, Centraal Station → Den Haag, Centraal Station | Voorburg, Station Leidschendam-Voorburg, Leidschendam, Voorschoten, Wassenaar | HTM        |                          |

## Foto's

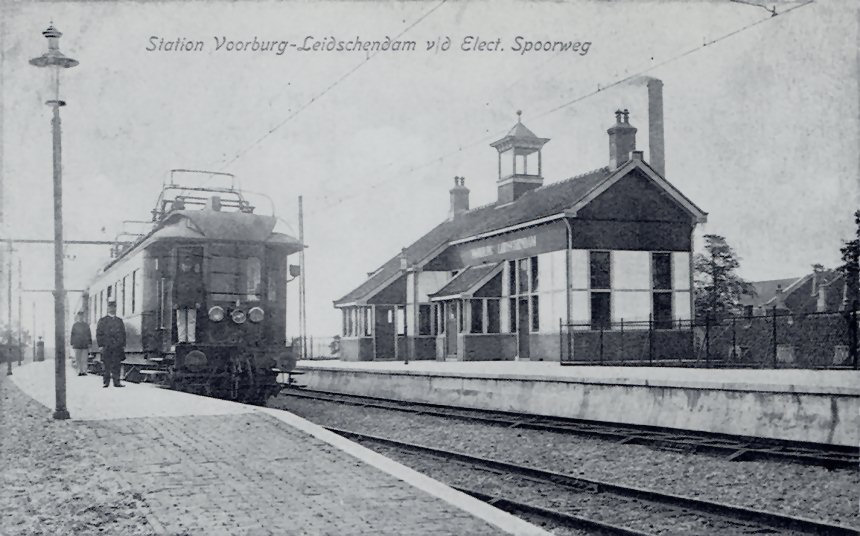
Het station kort na de opening.
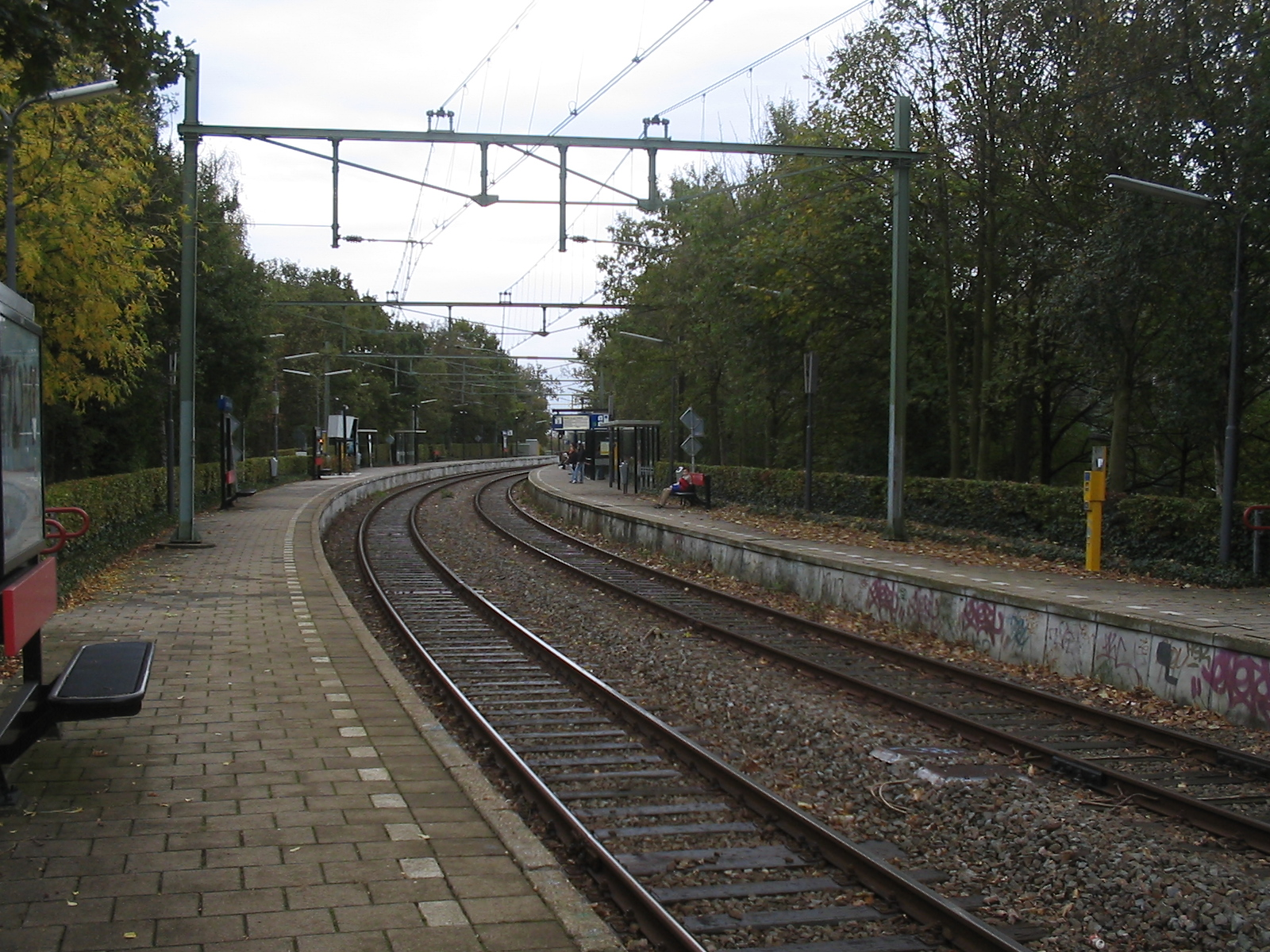
Het voormalige treinstation in 2005 (voor de verbouwingen ten behoeve van de RandstadRail).
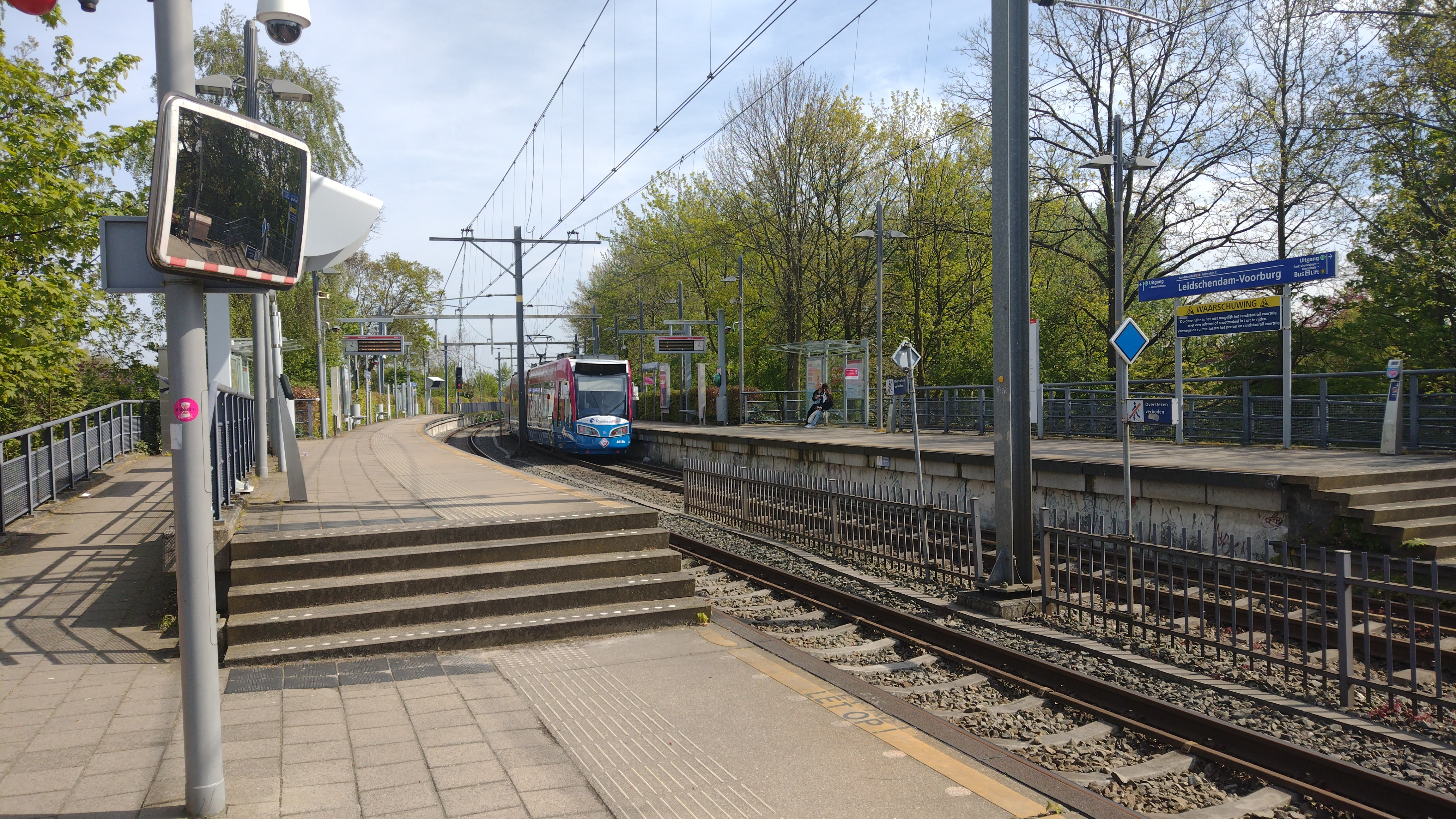
Hetzelfde station, na de verbouwing
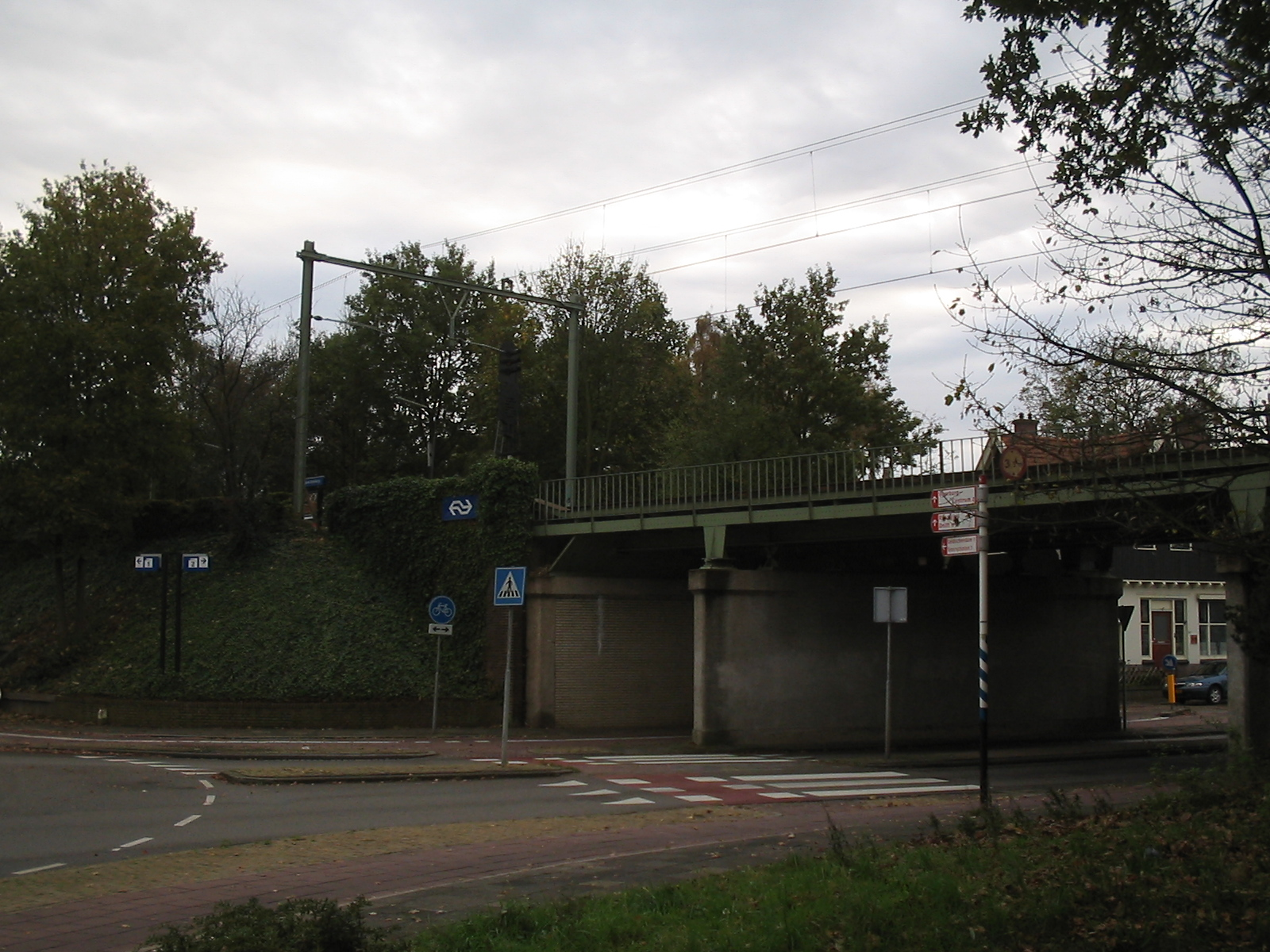
Aanzicht vanaf de weg (voor de verbouwingen ten behoeve van de RandstadRail).
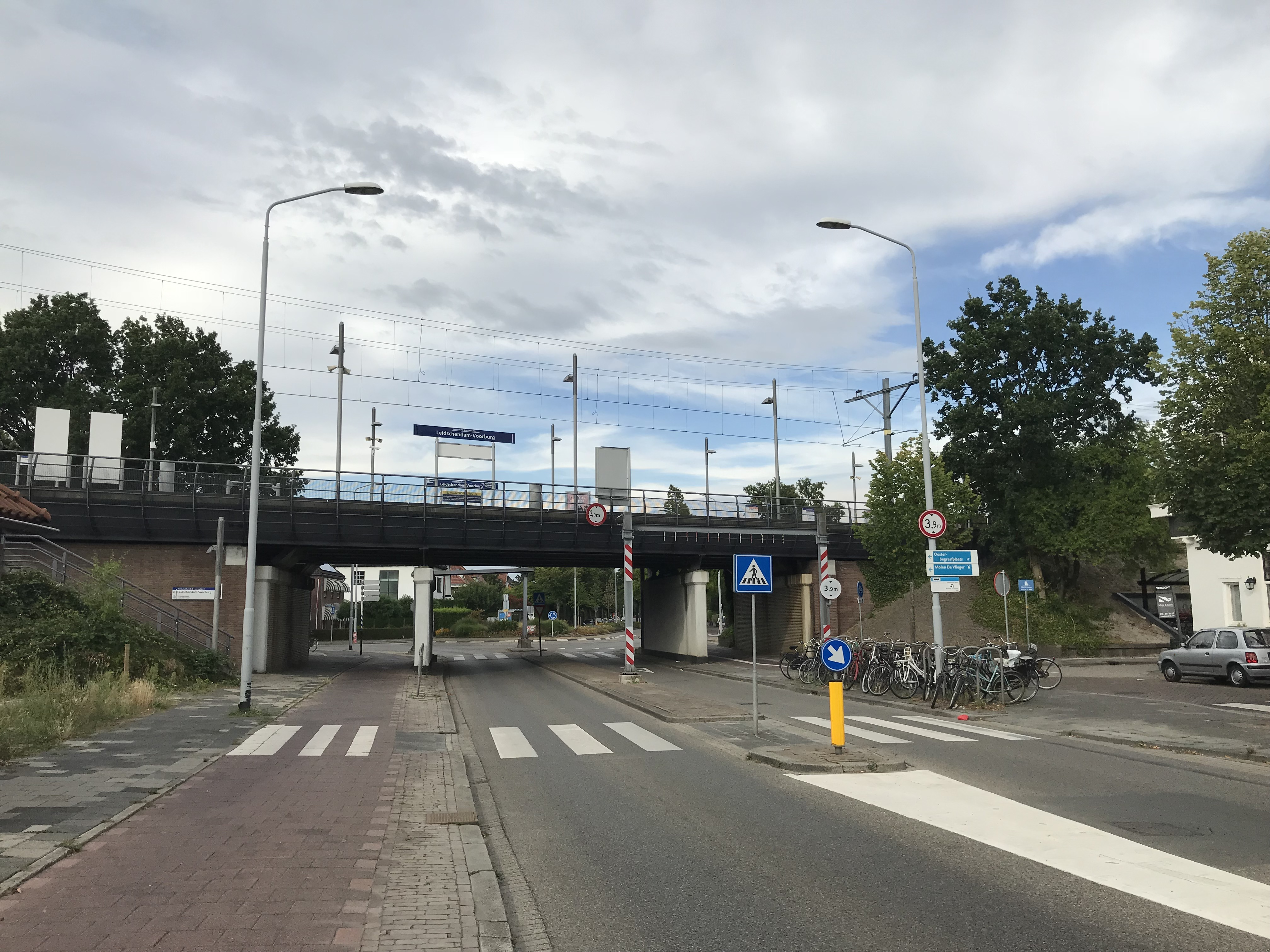
De huidige halte in 2018 gezien bij Oosteinde.

Arnold Spoelplein ·
Pisuissestraat ·
Mozartlaan ·
Heliotrooplaan ·
Muurbloemweg ·
Hoefbladlaan ·
De Savornin Lohmanplein ·
Appelstraat ·
Zonnebloemstraat ·
Azaleaplein ·
Goudenregenstraat ·
Fahrenheitstraat ·
Valkenbosplein ·
Conradkade ·
Van Speijkstraat ·
Elandstraat ·
HMC Westeinde ·
Brouwersgracht ·
Grote Markt ·
Spui ·
Centraal Station (NS) ·
Beatrixkwartier ·
Laan van NOI (NS) ·
Voorburg 't Loo ·
Leidschendam-Voorburg ·
Forepark ·
Leidschenveen ·
Voorweg Laag ·
Centrum-West ·
Stadhuis ·
Palenstein ·
Seghwaert ·
Leidsewallen ·
De Leyens ·
Buytenwegh ·
Voorweg Hoog ·
Meerzicht ·
Driemanspolder (NS) ·
Delftsewallen ·
Dorp ·
Centrum-West
De Uithof · 
Beresteinlaan ·
Bouwlustlaan ·
De Rade ·
Dedemsvaartweg ·
Zuidwoldepad ·
Leyenburg ·
Monnickendamplein ·
Tienhovenselaan ·
Dierenselaan ·
De la Reyweg ·
Monstersestraat ·
HMC Westeinde ·
Brouwersgracht ·
Grote Markt ·
Spui ·
Centraal Station (NS) ·
Beatrixkwartier ·
Laan van NOI (NS) ·
Voorburg 't Loo ·
Leidschendam-Voorburg ·
Forepark ·
Leidschenveen ·
Voorweg Laag ·
Centrum-West ·
Stadhuis ·
Palenstein ·
Seghwaert ·
Willem Dreeslaan ·
Oosterheem ·
Javalaan ·
Van Tuyllpark ·
Lansingerland-Zoetermeer (NS)
Den Haag Centraal  · Laan van NOI  · Voorburg 't Loo · Leidschendam-Voorburg · Forepark · Leidschenveen · Nootdorp · Pijnacker Centrum · Pijnacker Zuid · Berkel Westpolder · Rodenrijs · Meijersplein/Airport · Melanchthonweg · Blijdorp · Rotterdam Centraal  · Stadhuis · Beurs · Leuvehaven · Wilhelminaplein · Rijnhaven · Maashaven · Zuidplein · Slinge